# Keith Holyoake
Keith Jacka Holyoake (Pahiatua, 11 februari 1904 – Wellington, 8 december 1983) was een Nieuw-Zeelands politicus. Hij was tweemaal premier van het land.

## Levensloop

### Jeugd
Holyoake werd geboren op het platteland. Zijn familie was lid van de Vergadering van gelovigen. Op 12-jarige leeftijd verliet Holyoake de schoolbanken om zijn familie te helpen op de boerderij. Zijn politieke interesse groeide nadat hij de boerderij had overgenomen en actief werd in verschillende overkoepelende boerenbonden.

### Entree in de politiek
De Reform Party, die vooral veel aanhang had op het platteland, vroeg Holyoake zich in 1932 verkiesbaar te stellen voor een parlementszetel die tussentijds vacant was gekomen. Dat deed hij en werd gekozen. Op dat moment was hij het jongste lid van het parlement. De Reform Party werkte om dat moment al in een coalitie samen met de United Party. In 1936 gingen beide partij samen op in de National Party. Na een herindeling van zijn kiesdistrict verloor Holyoake in 1938 zijn zetel aan Jerry Skinner, op dat moment een rijzende ster binnen Labour. In 1943 keerde hij terug in het parlement en klom in de jaren daarop tot tweede man binnen de partij.
De National Party won de verkiezingen van 1949. De nieuwe premier Sidney Holland nam Holyoake als minister van Landbouw op in zijn kabinet. Van 1949 tot 1950 was hij ook minister van Wetenschappelijk en Industrieel onderzoek. Als minister stond hij bekend om zijn vakbekwaamheid. Hij maakte een einde aan de konijnenplaag. In 1955 bezocht hij de Sovjet-Unie en India met als doel nieuwe afzetmarkten te vinden voor Nieuw-Zeelands landbouwproducten, maar met weinig succes. Hij bezocht tweemaal het Verenigd Koninkrijk voor onderhandelingen over de in- en uitvoertarieven voor vlees en schapenwol.

### Eerste termijn als premier
Na de verkiezingen van 1954 benoemde Holland Holyoake als zijn vicepremier. Toen Holland in september 1957 aftrad wegens gezondheidsproblemen volgde Holyoake hem op. Zijn eerste termijn als premier duurde slechts drie maanden vanwege de verkiezingen die werden verloren. Labour-leider Walter Nash volgde hem op. In de drie jaar daarna leidde Holyoake de oppositie.

### Tweede keer premier
In aanloop naar de verkiezingen van 1960 leverde de National Party constant kritiek op het zogeheten Black Budget van minister van Financiën Arnold Nordmeyer. Dit was een pakket belastingmaatregelen waardoor in 1958 de belasting op onder andere benzine, sigaretten en drank werd verhoogd. De kritiek sloeg aan en de verkiezingen werden gewonnen, waardoor Holyoake terugkeerde als premier.
De regering van Holyoake voerde een aantal belangrijke hervormingen door. Zo werd de ombudsman in het leven geroepen en werd de controlebevoegdheid van het parlement ten opzichte van de regering vergroot. De publieke omroep viel niet langer onder direct overheidstoezicht. Ook werd het bestaan van de Security Intelligence Service erkend. Een belangrijke maatregel was het afschaffen van de doodstraf in 1961, hoewel slechts 10 parlementsleden van de National Party voorstemden.
Holyoakes regering publiceerde in 1960 het Hunn Report, een verslag over de toestand van de Maori op dat moment. Het rapport was kritisch op het beleid van eerdere regeringen. Zij zouden nalatig zijn geweest ten opzichte van de belangen en rechten van de inheemse bevolking van Nieuw-Zeeland. Rond die tijd was er veel kritiek op het Nieuw-Zeelandse rugbyteam dat als het Zuid-Afrika bezocht, waar op dat moment sprake was van een apartheidsbewind, geen Maori-spelers opnam in de selectie. Holyoake maakte hier een einde aan.
De verkiezingen van 1963 werden met gemak gewonnen door de National Party. Een periode van sterke economische groei droeg daar aan bij. De toetreding van het Verenigd Koninkrijk tot de Europese Economische Gemeenschap vormde een bedreiging voor de handelspositie van Nieuw-Zeeland, maar Holyoake zorgde ervoor dat het geen groot thema werd. Hij sloot in 1965 een vrijhandelsakkoord met Australië.
Gevoeliger lag de relatie met de Verenigde Staten na de start van Vietnamoorlog. De Nieuw-Zeelandse regering probeerde zo ver mogelijk bij het conflict vandaan te blijven. Halverwege de jaren protesteerde diezelfde regering tegen nucleaire testen die Frankrijk hield in de Pacific. In 1963 kwam Holyoake met een verbod op de opslag of het testen van kernwapens op Nieuw-Zeelands grondgebied.
Holyoake leidde zijn partij in 1969 naar een krappe, maar onverwachte, verkiezingsoverwinning. Na tien jaar regeren leek hij langzaam over zijn houdbaarheidsdatum heen. Verschillende van zijn bondgenoten drongen er op aan dat hij met pensioen ging. Pas in 1972 droeg hij het stokje over aan zijn partijgenoot Jack Marshall. Hij bleef tot de verkiezingsnederlaag aan het einde van dat jaar aan als minister van Buitenlandse Zaken. In 1975 kreeg hij de eretitel minister van staat.

### Gouverneur-generaal
Koningin Elizabeth benoemde Holyoake in 1977 op advies van premier Robert Muldoon tot gouverneur-generaal van Nieuw-Zeeland. Dit maakte zij bekend aan het einde van haar bezoek aan Nieuw-Zeeland in maart 1977. Haar benoeming was controversieel omdat Holyoake op dat moment nog een kabinetspositie bekleedde. De gouverneur-generaal wordt juist geacht politiek neutraal te zijn. De benoeming ging gewoon door. In het algemeen kwam Holyoake als gouverneur-generaal gebalanceerd over. Hij weigerde commentaar te geven tijdens de verkiezingen van 1978. Vanwege zijn leeftijd was Holyoake voor drie jaar benoemd in plaats van de gebruikelijke vijf. In 1980 trad hij af.

## Persoonlijk
Holyoake trouwde in 1934 met Norma Janet Ingram. Samen kregen zij vijf kinderen. Zijn schoonzoon Ken Comber zat van 1975 tot 1981 namens de National Party in het parlement.